# Дюммлер, Георг Фердинанд
Фердинанд Дюммлер (нем. Georg Ferdinand Dümmler; 10 февраля 1859, Галле — 15 ноября 1896, Базель) — немецкий филолог-классик и археолог.

## Биография
Родился в Галле 10 февраля 1859 года в семье Эрнста Дюммлера, который в 1858 году стал доцентом истории в Галльском университете.
После получения среднего образования в 1877 году он начал изучать классическую филологию; обучался в университетах Галле (у Августа Крона), Страсбурга (у Адольфа Михаэлиса), а также в Боннском университете, где его учителями были Франц Бюхелер, Герман Узенер и Рейнгард Кекуле фон Страдониц. В 1882 году Фердинанд Дюммлер получил докторскую степень, защитив диссертацию «Antisthenica».

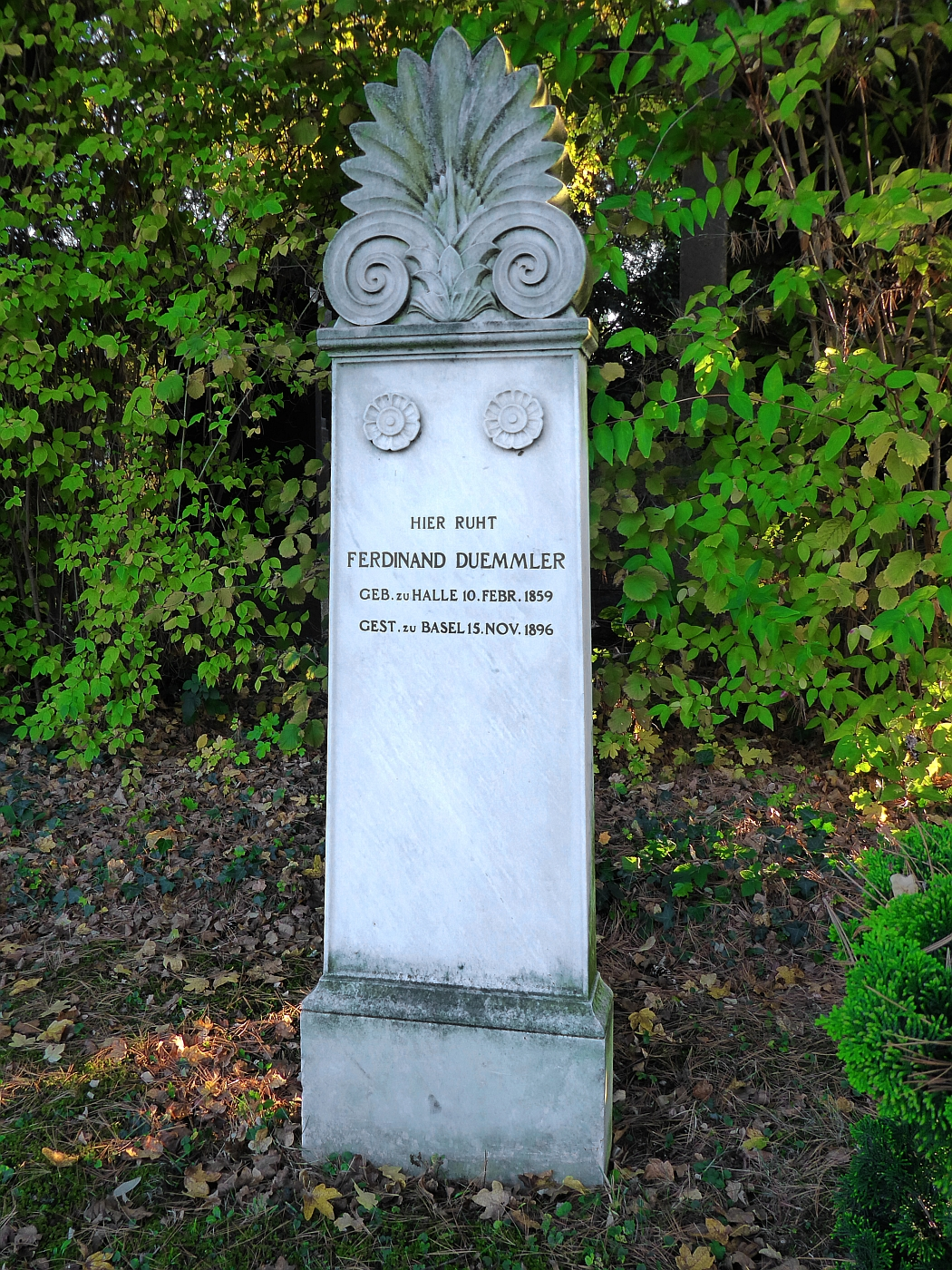
Могила Фердинанда Дюммлера

Проводил обширные исследования в странах Средиземноморья при деятельной помощи археолога Вольфганга Гельбига. После путешествия по Греции и Италии он посетил Эгейские острова и Британский Кипр (в 1885 году). В 1887 году вернулся в Германию и стал приват-доцентом в Гиссенском университете, где снова сосредоточился на филологических темах и получил профессорскую хабилитацию в 1889 году за работу «Akademika». Весной 1890 года он занял должность штатного профессора филологии и археологии в Базельском университете.
Умер 15 ноября 1896 года после непродолжительной болезни и был похоронен на кладбище Вольфготтезаккер.